# Gladstone (Michigan)
Gladstone è un comune degli Stati Uniti d'America, situato nello Stato del Michigan, nella contea di Delta.